# 15 janvier 1913
Le mercredi 15 janvier 1913 est le 15e jour de l'année 1913.

## Naissances
- Lloyd Bridges (mort le 10 mars 1998), acteur américain ;
- Charles Galtier (mort le 1er janvier 2004), écrivain français ;
- Roland Giroux (mort le 4 novembre 1991), financier et haut fonctionnaire québécois ;
- Pol Konsler (mort le 21 septembre 2007), tireur sportif français ;
- Maurice Lenormand (mort le 8 septembre 2006), homme politique français ;
- Alexandre Marinesko (mort le 25 novembre 1963), officier de marine soviétique ;
- Pierre Satgé (mort le 14 mars 2005), pédiatre français ;
- Fred Schwarz (mort le 24 janvier 2009), médecin et activiste politique.

## Décès
- Émile Devic (né le 3 octobre 1836), avocat et homme politique français ;
- François Auguste Logerot (né le 1er février 1825), général et homme politique français.